# David Mbala
David Nkumu Mbala (Kinshasa, 19 aprile 1993) è un calciatore congolese (Repubblica Democratica del Congo), attaccante del Micaelense.

## Carriera

### Club
Ha giocato 29 partite nella massima serie portoghese, realizzando anche una rete.

### Nazionale
Nel 2015 ha giocato due partite con la nazionale congolese.